# Карой Тан
Карой Тан (угор. Than Károly; Карл фон Тан (нім. Carl von Than); 20 грудня 1834 — 5 липня 1908) — угорський хімік, який відкрив у 1867 році сульфідоксид вуглецю.

## Біографія
Антон Карой Тан народився в місті Обече (суч. Бечей, Сербія), яке на той момент перебувало в складі Австрійської імперії. Під час Угорської революції 1848 року він перервав своє навчання і пішов добровольцем на фронт у віці 14 років. Після повернення додому після закінчення війни він підробляв в аптеках для того, щоб прогодувати себе і дістати грошей для закінчення своєї освіти. Закінчивши школу в Сегеді, він вступив до Віденського університету, щоб вивчати хімію і медицину. Вчений ступінь доктора наук він одержав за свою роботу спільно з Йозефом Редтенбахером у 1858 році. Пропрацювавши деякий час асистентом Редтенбахера, він перейшов у Гейдельберзький університет, де працював разом із Робертом Бунзеном, а також з Шарлем Адольфом Вюрцем в Паризькому університеті. Повернувшись до Редтенбахера в 1859 році, Карой Тан деякий час пропрацював викладачем у Віденському університеті.
У 1860 році після переходу до навчання угорською мовою в Будапештському університеті були потрібні кваліфіковані кадри, які володіють угорською мовою. Карой Тан вирішив скористатися наданою йому можливістю та переїхав до Будапешту, де пропрацював до виходу на пенсію. У 1872 році він одружився, від цього шлюбу народилися п'ятеро дітей. Стараннями Кароя Тана в світ вийшов перший угорський журнал з хімії (Magyar Chémiai Folyóirat). Починаючи з 1872 року і до самої смерті Тан очолював Угорське природничо-наукове товариство. У 1908 році йому було присвоєно титул барона, після чого він раптово помер у тому ж році.

## Відкриття сульфідоксиду вуглецю
Карой Тан, якому вже тоді було відомо про існування діоксиду вуглецю (CO2) і сірковуглецю (CS2), намагався отримати сульфідоксид вуглецю COS. В ході своїх перших експериментів він змішував оксид вуглецю (CO) з сіркою, однак не домігся бажаного результату. Потім Тан спробував синтезувати COS шляхом гідролізу роданистоводневої кислоти. В результаті реакції тіоціанату калію та сірчаної кислоти вийшов газ, який містив значну кількість побічних продуктів (HCN, H2O and CS2), і вимагав очищення.
KSCN + 2 H2SO4 + H2O → KHSO4 + NH4HSO4 + COS
Тан зміг дати опис для більшої частини властивостей сульфідоксиду вуглецю. За свої досягнення в галузі хімії Карой Тан був відзначений Премією Лібена в 1868 році.